# Regeneración (journal mexicain)
Pour les articles homonymes, voir Regeneración.

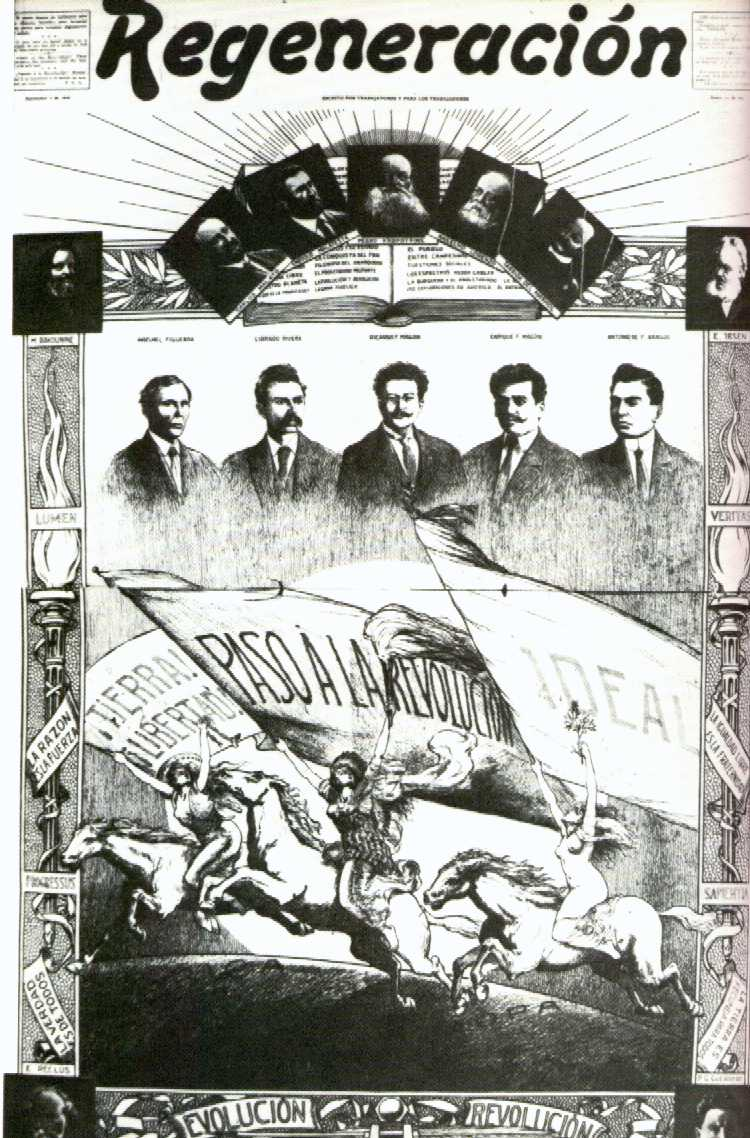
La une du 3 septembre 1910.

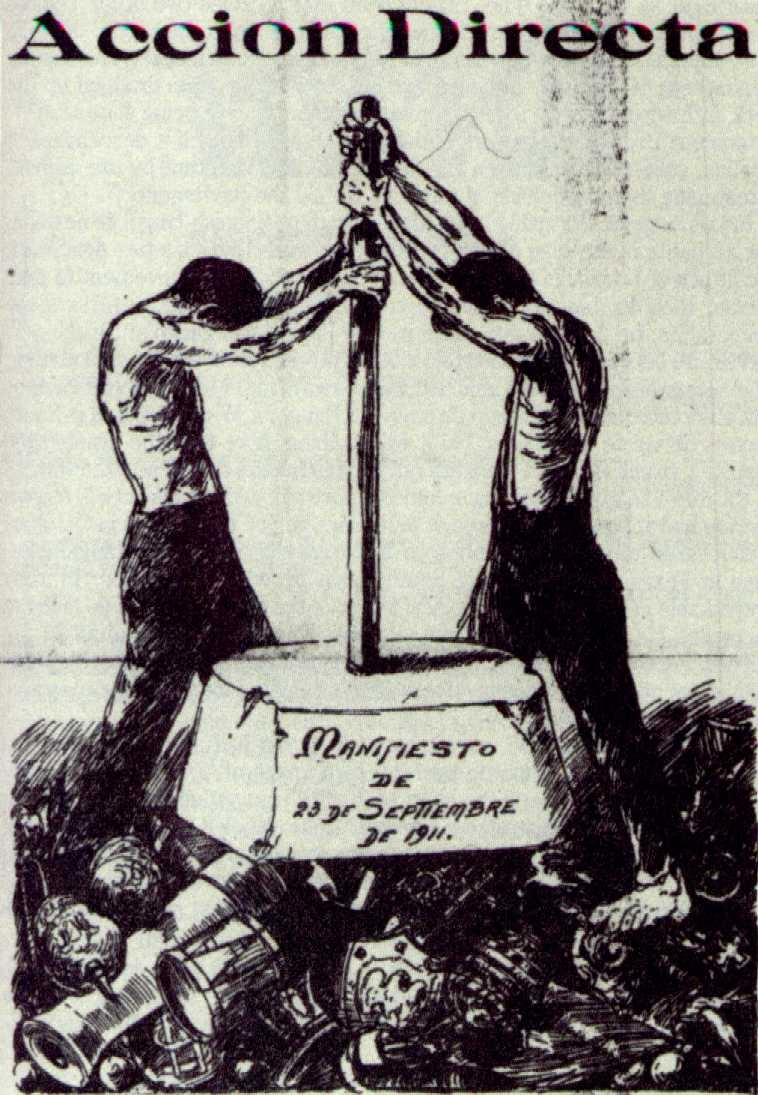
Une gravure de Nicolás Reveles publiée dans Regeneración, 16 octobre 1915.

Regeneración était un journal libertaire mexicain, organe de presse officiel du Parti libéral mexicain (Partido Liberal Mexicano - PLM).
Il est fondé le 7 août 1900 par les frères Flores Magón et après une interruption est publié aux États-Unis en 1905.
Jesús Flores Magón s'occupe de la publication (avec Anselmo Figueroa, figure centrale du parti) tandis que ses frères Ricardo et Enrique rédigent les articles. L'édition espagnole de Regeneración est sous la responsabilité de Ricardo, alors que W. C. Owen et Alfred G. Santleben s'occupent de la version anglaise.
Hebdomadaire, Regeneración est diffusé, à certaines époques, à 21000 exemplaires.

## Aperçu
Le journal fut une source majeure en ce qui concerne les comptes rendus et l'analyse de la révolution mexicaine et l'Amérique latine. Le ton était critique et incisif envers les États-Unis et le gouvernement mexicain qui collaboraient dans la répression de la publication.
En septembre 1910, Regeneración publia les récits de trois épisodes révolutionnaires de 1908, dans lesquels le journaliste mexicain et leader des insurgés Práxedis Guerrero décrivait des attaques de la PLM sur les positions de  Las Vacas (actuellement Ciudad Acuña), Viesca, et Puerto Palomas dans le Chihuahua en vue de déclencher une révolution sociale au Mexique.

## Éléments historiques
En dix-huit années, et avec de multiples interruptions, 381 numéros de Regeneración ont été publiés, regroupés en quatre périodes par les mêmes éditeurs, seize autres numéros regroupés dans la section dite italienne, ont été en plus publiés à Los Angeles entre juillet et octobre 1911. En 1911, Regeneración a aussi connu une série dissidente, publiée par des membres scissionnistes du PLM. Par ailleurs, du fait de son aura de pionnier, Regeneración a été réactivé à plusieurs reprises.

### Première série (1900-1901)
Le 7 août 1900, le premier numéro de Regeneración paraît, avec la devise "Periódico Jurídico Independiente", sa publication est hebdomadaire. Les rédacteurs en chef en sont Jesús Flores Magón et Antonio Horcasitas, tandis que Ricardo Flores Magón en est l'administrateur.
Le 31 décembre 1900, Regeneración modifie la devise portée en manchette en "Periódico independiente de combate". Le groupe d'édition de Regeneración est invité à participer au Congrès libéral qui s'est tenu en 1901 dans la ville de San Luis Potosí à l'invitation de Camilo Arriaga, président du club libéral local. À partir de sa participation au Congrès libéral, Ricardo Flores Magón radicalise sa critique du gouvernement de Porfirio Díaz.
Le 21 mai 1901, Jesús et Ricardo Flores Magón sont arrêtés à la suite d'un procès en diffamation présumé contre Luis G. Córdoba, un dirigeant politique de Huajuapan de León, Oaxaca, et sont menacés de mort si un autre numéro de l'hebdomadaire paraissait. Bien que l'imprimerie ait été détruite, l'édition de Regeneración continue dans l'imprimerie de Filomeno Mata. En octobre, la publication de Regeneración est suspendue, alors que Jésus et Ricardo Flores Magón étaient encore en prison.

### Deuxième série (1904-1905)
En 1902, les frères Flores Magón et un groupe de libéraux prennent la rédaction du journal satirique d'opposition El hijo del Ahuizote, plusieurs personnes sont arrêtées et le gouvernement émet un ordre interdisant la publication d'articles signés par Ricardo Flores Magón, sous peine d'amendes sévères pour les imprimeurs et de confiscation des presses. Lorsqu'il sort de prison en 1903, avec des militants de l'opposition libérale, ils décident donc de s'exiler aux États-Unis pour reprendre la publication de Regeneración. Jésus Flores Magón ne participe pas à cette nouvelle série, du fait de différences politiques avec ses frères, de plus en plus influencés par l'anarchisme.
Ils arrivent à San Antonio, Texas, au début de 1904. Le 4 novembre, ils rééditent Regeneración, 4 pages en grand format, mais en janvier 1905, ils reçoivent un ordre de suspension. En raison du manque de garanties quant à leur sécurité, les rédacteurs en chef se sont installés à Saint Louis, dans le Missouri, et le 27 février, le journal réapparaît. En juin, il devient l'organe de la Junte organisatrice du Parti libéral mexicain. En octobre, la police secrète de Porfirio Díaz, avec le soutien du gouvernement américain, détruit l'imprimerie du PLM et la publication du journal est de nouveau interrompue.

### Troisième série (1906)
En février 1906, dans un nouvel atelier, le journal est à nouveau édité. En mars, Enrique et Ricardo Flores Magón se sont installés au Canada en raison de la persécution du gouvernement américain. Librado Rivera et Manuel Sarabia sont laissés en charge de l'édition du journal à Saint Louis, Missouri. Le 1er juillet 1906, le Programme du Parti libéral mexicain est publié dans Regeneración, à cette occasion le journal est tiré à 250 000 exemplaires. Le 1er août 1906, le dernier numéro de la série paraît. Seuls 13 numéros ont été publiés au cours de cette troisième période et Regeneración ne connaît pas de nouvelle publication avant 1910.
Pendant la période allant de 1906 à 1910, le Parti libéral mexicain poursuit la réorganisation du mouvement armé, et la réédition de Regeneración est l'une des principales tâches, mais le nouveau journal hebdomadaire qui paraît à Los Angeles, en Californie, le 1er juin 1907, s'appelle Revolución. À partir du numéro 4, le titre de Revolución adopte une conception typographique et une identité graphique similaires à celle de Regeneración. D'autres journaux liés au PLM étaient publiés à cette époque : Libertad y Trabajo édité par Fernando Palomares, également à Los Angeles, en 1908, et Punto Rojo édité par Práxedis G. Guerrero à El Paso, Texas, en 1909.

### Quatrième série (1910-1918)

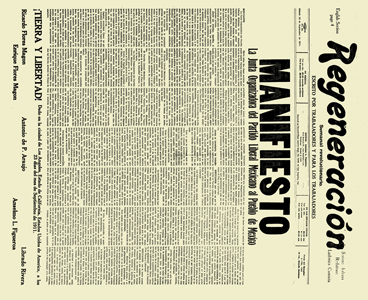
« Manifeste au peuple mexicain », Regeneracion du 23 septembre 1911.

Le 3 septembre 1910, Regeneración est réédité à Los Angeles, en Californie, avec le slogan "Semanario Revolucionario". Le responsable de la publication était Anselmo L. Figueroa. Au cours de cette quatrième série, le journal est publié sans interruption notable jusqu'au 16 mars 1918, sont ainsi publiés 262 numéros.
Le 20 novembre, commence la révolution mexicaine qui cherche à renverser le régime Diaz. Le PLM s'est alors divisé, un groupe a décidé de soutenir Francisco I. Madero alors que l'autre groupe a affirmé ses principes anarchistes, celui-ci a continué à éditer le journal depuis Los Angeles. Le groupe proche de Ricardo Flores Magón, qui édite Regeneración aux États-Unis, publie le 23 septembre 1911 un «  Manifeste aux Mexicains », qui est une réponse aux membres du PLM ayant rejoint les madéristes. Dans ce texte, le PLM appelle à lutter pour la Terre et la Liberté, et propose d'abolir le pouvoir politique et la propriété privée ; son but était l'auto-émancipation et l'autonomie. Dans ce contexte, Regeneración soutient d'autres journaux d’opposition dans ses colonnes comme Vésper des féministes et anarchistes Juana Belén Gutiérrez de Mendoza et Elisa Acuña créé en 1911.
En 1912, en raison de difficultés économiques, Regeneración réduit son tirage de 21 000 à 13 000 exemplaires par semaine. À cette période, les rédacteurs de Regeneración font l'objet de poursuites judiciaires pour avoir prétendument violé les lois américaines sur la neutralité. Le 12 juin 1912, la rédaction du périodique est reconnue coupable et condamnée à la prison. Les principaux rédacteurs étant en prison, Rafael Romero Palacios prend la direction du journal de juin à novembre 1912. Il est démis de ses fonctions, soupçonné d'avoir détourné des fonds à son profit et à celui de sa compagne. Blas Lara et Antonio P. Araujo prennent alors la direction de l'hebdomadaire jusqu'en 1914, date à laquelle les frères Flores Magón, Librado Rivera et Anselmo L. Figueroa sont libérés et reprennent l'édition du journal,.

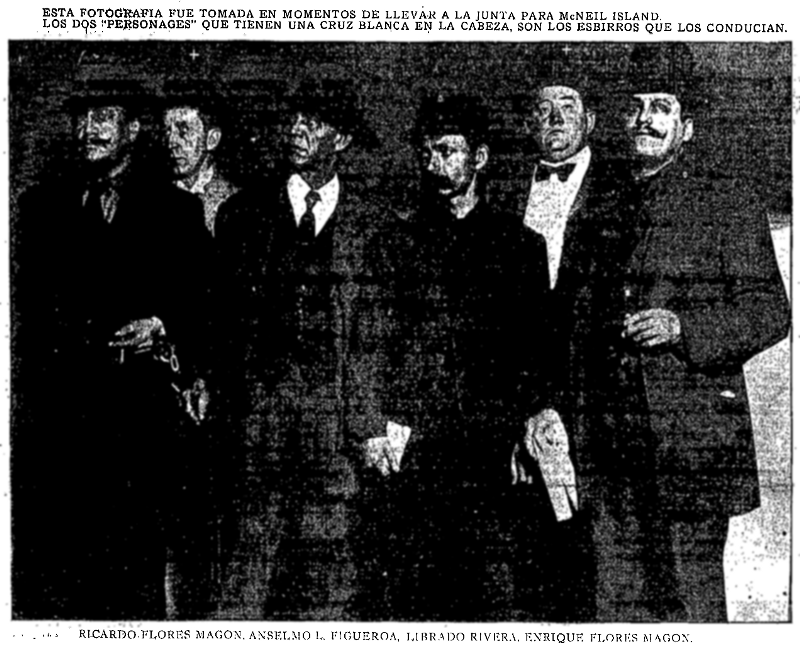
Arrestation de la Junte du PLM (Ricardo Flores Magón, Anselmo L. Figueroa, Librado Rivera, Enrique Flores Magón) en 1913.

Le manque de ressources économiques est alors une constante pour le groupe chargé de maintenir le journal. Par ailleurs, bien que les rédacteurs cherchent à répandre les idées anarchistes, les conditions pour que ces idées influencent la révolution au Mexique ne sont pas réunies. À cette époque, Regeneración avait plus d'influence aux États-Unis, où il était très largement diffusé dans la diaspora des migrants économiques mexicains, qu'au Mexique, où les conditions avaient mené les anciens opposants à rejoindre une des factions actives au Mexique même. En mars 1915, la publication est à nouveau suspendue.

Le 2 octobre 1915, Regeneración est de nouveau publié à Los Angeles. À cette époque, en Californie, les membres du comité d'organisation du PLM étaient reconnus comme d'importants propagandistes du mouvement anarchiste, en mesure d'influencer les campagnes antimilitaristes contre l'intervention américaine pendant la Première Guerre mondiale. Les éditeurs ont été persécutés et les autorités ont réussi à suspendre la publication en février 1916.

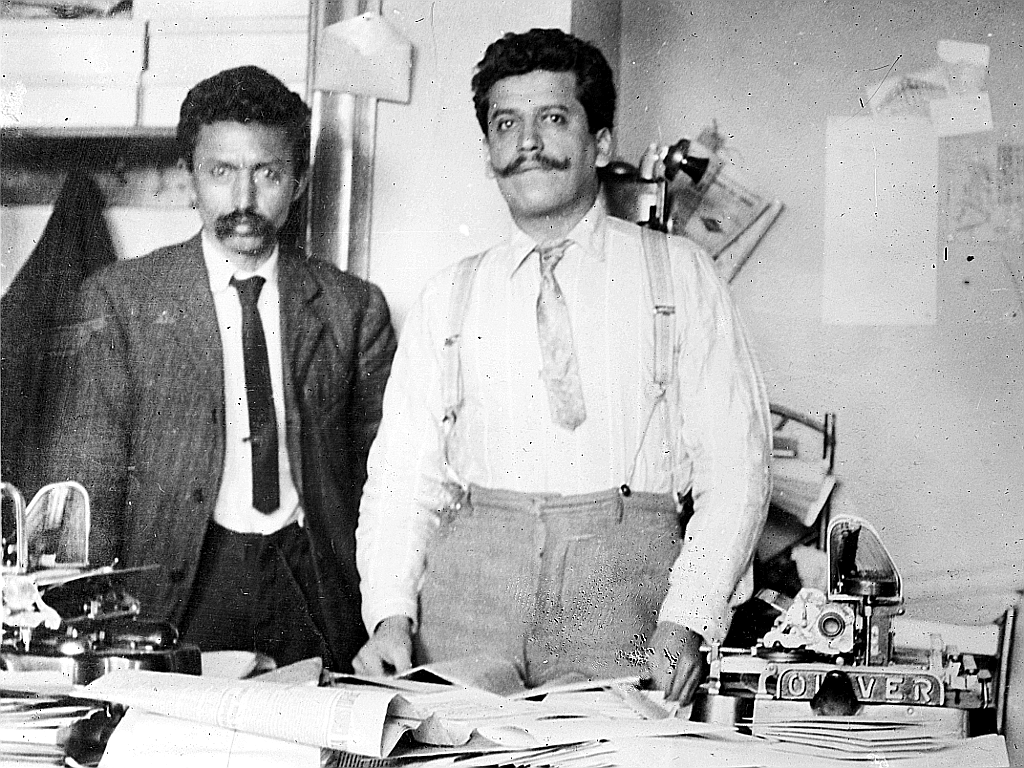
Librado Rivera et Enrique Flores Magón, rédacteurs de Regeneración (entre 1910 et 1915, à Los Angeles).

En juillet 1916, le journal est une nouvelle fois réédité, mais à partir de ce moment les conditions se détériorent de façon définitives. En 1917, Enrique Flores Magón se retire du groupe éditorial. En mars 1918, Ricardo Flores Magón et Librado Rivera publient un manifeste à l'intention des anarchistes du monde entier, la diffusion de ce manifeste incite le gouvernement américain à les condamner respectivement à 15 et 20 ans de prison, accusés de saboter l'effort de guerre des États-Unis, qui participent alors à la Première Guerre mondiale. Regeneración, ne connaît plus de publication, son dernier numéro publié date du 16 mars 1918, publié à 3000 exemplaires seulement.
Ricardo Flores Magón meurt en détention à Leavenworth, Kansas, en 1922. Librado Rivera est libéré en 1923, expulsé vers le Mexique, Il dirige d'autres journaux de tendance anarchiste qui se réclament de l'héritage du PLM : ¡Avante! (1927-1930) et ¡Paso! (1931-1932), entre autres reprennent l'identité typographique de Regeneración. Mais Regeneración n'est plus publié en tant qu'organe du PLM.

### Série de Mexico (1911)
Lorsque le PLM s'est divisé en 1911 au sujet du soutien à apporter au mouvement madériste, le groupe qui a décidé de soutenir Madero a lancé sa propre version de Regeneración éditée à Mexico. Le groupe de Mexico a également essayé de reconstituer le PLM, en formant la Junte initiatrice de la réorganisation du Parti libéral mexicain, dont Regeneración doit être l'organe de presse.
À partir du 5 août 1911, l'édition de Regeneración à Mexico est dirigée par Antonio I. Villarreal et Juan Sarabia, respectivement ancien secrétaire et ancien vice-président de la Junte organisatrice du PLM, et Jésus Flores Magón, ancien rédacteur de la première série de Regeneración. Pour cette publication, la nouvelle devise devient "Independencia, Lealtad y Firmeza". Dans chaque numéro est par ailleurs insérée une note dans laquelle ils se dissocient de la publication de Los Angeles : "Ce journal est complètement dissocié de l'hebdomadaire du même nom publié par la Junte révolutionnaire anarchiste de Los Angeles, Californie."
Une vingtaine de numéros de Regeneración ont été publiés entre août et décembre 1911. Ricardo Flores Magón aurait surnommé ce journal « Degeneración ».

## Voltairine de Cleyre
Au printemps 1911, Voltairine de Cleyre soutient l'action de Ricardo Flores Magón, « l'anarchiste mexicain le plus important de l'époque », selon Paul Avrich. Elle rassemble des fonds pour aider la Révolution mexicaine et commence à donner des conférences pour expliquer ce qui se passe et l'importance de la solidarité internationale. Elle devient la correspondante et la distributrice du journal à Chicago.

## Postérité
Après la mort de Ricardo Flores Magón, en 1922, le Parti libéral mexicain n'est pas réactivé et Regeneración n'est pas ressuscité. À sa libération, Librado Rivera, participe cependant à la mise sur pied d'autres journaux anarchistes qui diffusent les idées du PLM : Sagitario, édité de 1922 à 1927, ¡Avante! (1927-1930) et ¡Paso! (1931-1932) qui réutilisent l'identité graphique et typographique de Regeneración et luttent pour défendre et diffuser les combats du PLM. L'influence du journal demeure importante, attachée à la figure fondatrice de Ricardo Flores Magón. C'est pourquoi le titre est parfois réactivé par des militants soucieux de cet héritage, au Mexique ou à l'international.
Ainsi, le 4 juin 1921, un mensuel révolutionnaire anarchiste titré Regeneración. Periodico de Estudios Sociales est publié à Lérida (Catalogne), partisan du communisme libertaire, ses articles théoriques, particulièrement sur l'évolution néfaste de la révolution russe, mettent l'accent sur la répression que subissent les anarchistes dans ce pays.

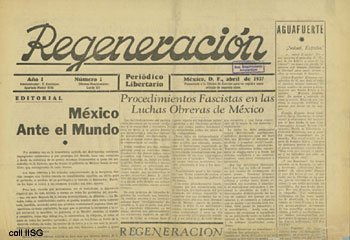
Regeneración, édité par Efrén Castrejón, avril 1937.

À Mexico, le 1er avril 1937, l'anarchiste Efrén Castrejón publie le premier numéro de Regeneración. Periódico libertario. Le journal disparait en 1938 après 15 numéros. Il a notamment défendu le révolution espagnole au Mexique.
Regeneración est également le titre que choisie la Fédération anarchiste mexicaine (FAM) pour son organe de presse, publié entre 1946 et 1979. Le FAM revendique explicitement l'héritage « magoniste » du journal qui est sous-titré "periódico de ideas y de combate fundado por Ricardo Flores Magón".

## Actualité
Regeneración est toujours publié au Mexique en 2014.

## Liens